# Чарльз Мур
Чарльз Мур молодший, Charles J. Moore — океанограф та капітан-яхтсмен відомий за статтями, що привернули увагу до великої тихоокеанської сміттєвої плями, території в Тихому океані за розміром більшої за Техас.

## Пластиковий суп
У 1997 році, коли він повертався до південної Каліфорнії після закінчення транстихоокеанської яхтної регати Лос-Анджелес-Гаваї, він та його команда помітили сміття, що плавало за бортом. Він написав про це статтю, яка привернула увагу масмедія до цього питання.
«Настільки сягав мій погляд, все було в смітті. Не було жодної ділянки без сміття. За тиждень, що ми перетинали цю зону, пластикові дебрі плавали скрізь: пляшки, корки від пляшок, обгортки від цукерок, якісь шматки». Колеги Мура по вивченню океана назвали цю ділянку океану Пластиковим супом (Great Pacific Garbage Patch).
В 1999 році дослідження показали, що сміття в тій частині океану більше, ніж зоопланктону в 6 раз. Ці цифри були більшими, ніж очікувалося і тому шокували більшість океанографів.

## Фундація морських досліджень Algalita
Мур заснував Algalita — фундацію морських досліджень в Лонг-Біч і зараз працює в ній.
У 2008 році фундація організувала проект JUNK Raft (плот із сміття) щоб привернути увагу до засмічення пластиком океану. А особливу увагу було приділено району Пластикового супу. Було змайстровано плот з 15000 старих пластикових пляшок. Керований Маркусом Еріксеном та Джоелем Пашалом, плот відплив із Лонг Біч 1 червня 2008 року і досяг Гонолулу на Гавайях 28 серпня 2008 року.